# Gudsfred
Gudsfreden (latin: Pax Dei) var i sammenhæng med begrebet Guds våbenhvile (Treuga Dei) en middelalderlig fredsordning, som skulle dæmpe og senere helt fjerne den retsløse tilstand, hvor enhver måtte ty til selvtægt for at få sin ret. Den kom i stand ved et samarbejde mellem den åndelige magt (Den Katolske Kirke) og den verdslige magtudøver, kongemagten. Gudsfred var et tilstræbt mål i alle europæiske lande op gennem Middelalderen.
Gudsfreden bestod af en række beslutninger, som blev indgået under ed og med trussel om ekskommunikation. Den skulle hindre overgreb mod personer (ubevæbnede gejstlige, bønder og købmænd), bygninger (kirker, klostre, offentlige pladser og veje) samt ejendom (kvæg og afgrøder). Den senere tilføjede Guds våbenhvile forbød de våbenbærende at føre krig mod resten af befolkningen på bestemte dage (f.eks. i fastetiden, ved højtiderne og på bestemte ugedage).
Oprindelsen til Gudsfreden skal søges i det 11. århundredes Auvergne i Frankrig. Statsmagten kunne ikke opretholde den offentlige orden i det 10. og 11. århundrede, og derfor blev det nødvendigt for kirken at skabe nye, udøvende organer, de såkaldte Pax-militser. Man ønskede især at bekæmpe lavadelen og den svageste del af den egentlige adel, mens kirken måtte støtte sig til højadelen, da den var nødt til at bygge på andres magtudøvelse. På den måde blev Gudsfreden til et magtinstrument for højadelen, som fik kirkelig og juridisk støtte til i beherskelsen af deres landområder.
Med tiden stillede borgerskabet krav om en ligeberettigelse i magtudøvelsen overfor adel og gejstlighed. Denne usikkerhed i grundlaget for Gudsfreden blev udnyttet af kongemagten, der gjorde sig til domsmagt i alle forhold vedrørende stridigheder mellem landets indbyggere. Kirken opnåede derved kongens beskyttelse og havde ikke længere brug for Gudsfreden.
I Danmark og flere andre europæiske lande virkede Gudsfreden som et forbillede for den senere landefred, som kongemagten pålagde fyrster og adel i alle dele af riget.

## Eksterne links
- Peacedocs: Interaktivt kort over Gudsfreden Arkiveret 7. marts 2012 hos  Wayback Machine
- Richard Landes: Peace of God, Pax Dei Arkiveret 2. januar 2011 hos  Wayback Machine i Berkshire Encyclopedia of Millennial Movements, June 1999
- Philip Schaff (udg.): History of the Christian Church, bd. 4:"Feuds and Private Wars. The Truce of God.
- Peace of God – Synod of Charroux, 989 Arkiveret 4. december 2010 hos  Wayback Machine
- Paul Freedman: The Diocese of Vic: the Heroic Era of the Church of Vic, 886-1099
- Truce of God – Bishopric of Terouanne, 1063 Arkiveret 4. december 2010 hos  Wayback Machine
- Encyclopedia Britannica: Truce of God